# Колепаљијачо (Фрозиноне)
Колепаљијачо је насеље у Италији у округу Фрозиноне, региону Лацио.
Према процени из 2011. у насељу је живело 10 становника. Насеље се налази на надморској висини од 839 м.